# 1617 Alschmitt
Az 1617 Alschmitt (ideiglenes jelöléssel 1952 FB) a Naprendszer kisbolygóövében található aszteroida. Louis Boyer fedezte fel 1952. március 20-án, Algírban.